# Salkhad
Salkhad (in arabo صلخد‎?, Ṣalḫad) è una città della Siria meridionale, si trova nel Governatorato di al-Suwayda, nella parte centrale dell'altopiano del Gebel Druso, a 1350 metri sopra il livello del mare.
È la capitale dell'omonimo Distretto e ha una popolazione di 15.000 abitanti.

## Storia
Menzionata più volte nella Bibbia come "Salcah", un insediamento nella biblica Bashan che, durante il II secolo a.C., divenne una fiorente città nabatea dove erano venerati gli dei Dushara e Allat. 
Successivamente fu incorporata nella Provincia romana di Arabia Petrea.
Durante le epoche romana e poi bizantina fu un'importante città dell'Hauran.
Salkhad e indicata nella Mappa di Terrasanta del VI secolo.
La città si affaccia sulla pianura dell'Hauran ad ovest, in posizione strategica, per cui gli Ayyubidi vi costruirono una fortezza, tra il 1214 e il 1247, per contrastare un eventuale attacco dei Crociati verso il cuore dell'Hauran.
È stato anche detto che lo zio e il fratello di Al-Afdal lo esiliarono qui.
L'importanza della città diminuì dopo le Crociate, occasionalmente fu invasa da beduini in cerca di pascolo estivo per le loro greggi.
Nel 1596 Salkhad appare nei registri fiscali ottomani come Salhad (Sarhad); faceva parte del nahiya di Bani Malik as-Sadir nel Qada dell'Hauran. 
Aveva una popolazione musulmana composta da 55 famiglie e 25 scapoli, mentre 50 famiglie e 20 scapoli erano cristiani.
Le tasse erano pagate su grano, orzo, colture estive, capre e alveari.
Successivamente nella regione si stabilì un certo numero di cristiani greco-ortodossi, discendenti dei Ghassanidi.
Alla fine del XVII secolo e nel XVIII e XIX secolo Salkhad e la regione adiacente furono ripopolate da famiglie di Drusi provenienti dal Monte Libano.
Durante il periodo ottomano la città, come gran parte dell'area del Gebel Druso, conobbe un'autonomia di tipo feudale sotto il predominio della famiglia Al-Hamdan e più tardi, della famiglia Al-Atrash; la gente del posto combatté molte battaglie contro i turchi ottomani, in questa regione, per difendere la propria autonomia.
Durante la prima parte del XX secolo la città era parte dello stato druso esistito tra il 1921 e il 1936  sotto il Mandato francese della Siria e che fu gradualmente incorporato nella Siria dopo la Rivoluzione Siriana (1925-1927) guidata da Sultan al-Atrash.
La città è oggi il centro del Distretto di Salkhad, il più meridionale della Siria, nel Governatorato di As Suwayda.

## Archeologia

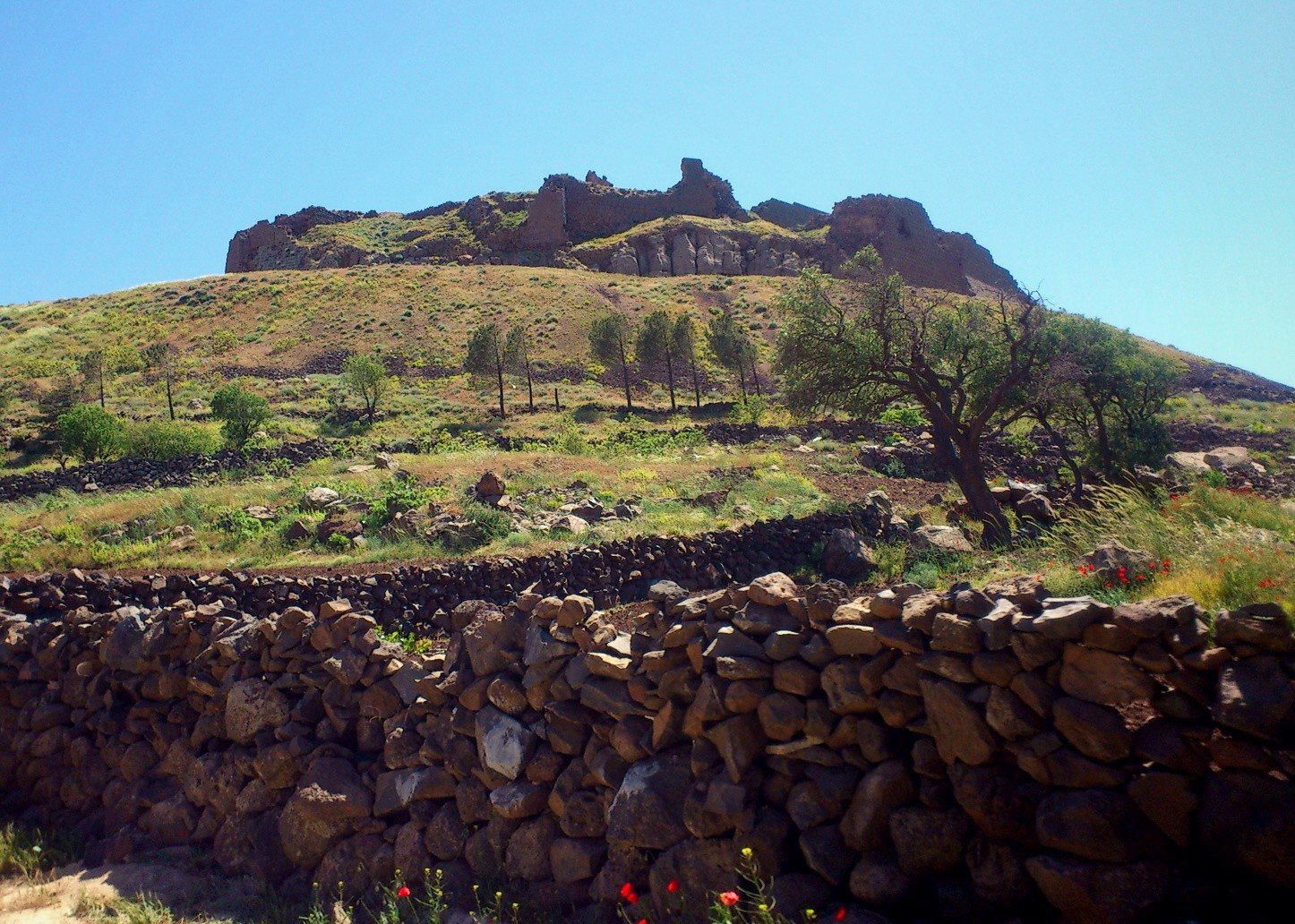
La fortezza di Salkhad.

Il monumento più importante, situato su una collina all'interno della città, è la fortezza di Salkhad, costruita tra il 1214 e il 1247 dalla dinastia degli Ayyubidi come parte delle loro difese contro i crociati.
Si dice che questa fortezza sia stata costruita sul sito di antiche fortificazioni romane.
Un minareto esagonale di basalto si erge ancora intatto nella piazza principale della città.